# José Filiberto Portillo
José Filiberto Portillo Fernández de Velasco (Valencia, 22 de agosto de 1810 - presumiblemente 1892) fue un militar y político español, ministro durante el reinado de Isabel II.
En 1831, tras la muerte de su padre, abandonó sus estudios en la Academia de Ingenieros y se le concedió por gracia el empleo de subteniente de Milicias en el Regimiento Provincial de Toledo, al que se incorporó en Seo de Urgel. Más tarde pasó a las plazas de Badajoz y Cádiz, saliendo de esta última en el mes de junio de 1833 en persecución de malhechores y contrabandistas por las sierras de Sevilla y Granada. En marzo de 1835 fue destinado a Sigüenza, donde el Ejército custodiaba los caminos hacia Navarra y las Provincias Vascongadas; dos meses después fue ascendido a subteniente de Infantería.
Durante la primera guerra carlista fue capitán del primer batallón del Regimiento de la Reina Gobernadora y coronel del tercer batallón del Regimiento de Mallorca. En 1839 participó en las capturas de Tales, Alcora, Llucena y de Bejís y fue gobernador militar de Castellón de la Plana y de Morella. Al terminar la guerra alcanzó el grado de mariscal de campo y tres cruces de Orden de San Fernando.
En las elecciones de febrero de 1843 logró acta de diputado por la circunscripción de Cuenca y meses después formó parte de la Junta Superior de Gobierno de Cuenca en el levantamiento contra Baldomero Espartero, valiéndole su intervención el ascenso a brigadier. Volvió a conseguir el acta de diputado en las elecciones de 15 de septiembre de 1843 y a continuación fue nombrado inspector general en comisión del Cuerpo de Carabineros y en diciembre se le asignó el Ministerio de Marina, Comercio y Gobernación de Ultramar en el Gobierno presidido por Luis González Bravo, cargo en el que se mantuvo hasta mayo del año siguiente.
Tras su cese, la reina Isabel II le concedió el título de conde de Campo Arcís. En 1846 fue ascendido a mariscal de campo y en junio de 1849, cuando se encontraba trabajando en la redacción de unas Memorias políticas dedicadas a los partidos, se le concedió licencia por un año y permiso para viajar al extranjero, trasladándose a Burdeos, donde fue internado en un hospital para dementes, en el que todavía continuaba en 1875. En abril de 1879 fue declarado exento para el servicio.
Falleció en un momento indeterminado de 1892.